# Batracomorphus otus
Batracomorphus otus är en insektsart som beskrevs av Knight 1983. Batracomorphus otus ingår i släktet Batracomorphus och familjen dvärgstritar. Inga underarter finns listade i Catalogue of Life.